# Francis Walter
Francis Joseph Walter (* 28. Mai 1909 in Mödling; † November 2002 in Worcester) war ein britischer Skilangläufer.
Walter besuchte die Stowe School und die Christ Church. Im Jahr 1933 wurde er Präsident des Oxford University Ski Clubs und im folgenden Jahr britischer Skilanglaufmeister. Bei den Olympischen Winterspielen im Februar 1936 in Garmisch-Partenkirchen belegte er den 71. Platz über 18 km.